# Jett Seymour
Jett Seymour (* 5. November 1998 in Steamboat Springs, Colorado) ist ein US-amerikanischer Skirennläufer. Er gehört aktuell dem B-Kader des US-Ski-Teams an und ist auf die technischen Disziplinen Slalom und Riesenslalom spezialisiert.

## Biografie
Jett Seymour stammt aus Steamboat Springs, Colorado, und begann seine Karriere sowohl alpin als auch nordisch im Heimatverein. Er hat mehrere Geschwister und studiert International Business and Finance an der University of Denver.
Im Alter von 16 Jahren bestritt er in seinem Heimat-Bundesstaat seine ersten FIS-Rennen. Im November 2015 gab er in Jackson sein Debüt im Nor-Am Cup. Nach immer besseren Ergebnissen in FIS- und Juniorenrennen feierte er Anfang Januar 2017 in Stowe seinen ersten Nor-Am-Slalomsieg. Bei den Juniorenweltmeisterschaften in Åre belegte er Rang 22 in seiner Paradedisziplin, im Riesenslalom schied er aus. Ein Jahr später fuhr er in Davos als Zehnter ins Spitzenfeld, dasselbe Resultat gelang ihm bei seiner letzten Teilnahme 2019 im Fassatal. Im Februar 2020 konnte er als amtierender NCAA-Meister zwei weitere Nor-Am-Rennen gewinnen und sicherte sich als Zweiter der Slalom-Disziplinenwertung einen Fixplatz für die folgende Weltcup-Saison. Zu Beginn des folgenden Winters gewann er bei den nationalen Meisterschaften in Copper Mountain hinter Luke Winters die Silbermedaille.
Am 21. Dezember 2020 gab Seymour im Slalom von Alta Badia sein Weltcup-Debüt. Nach mehreren Nichtqualifikationen gelang ihm beim Nightrace in Schladming erstmals der Sprung in den zweiten Durchgang, aufgrund des hohen Zeitrückstandes gewann er als letztlich 25. aber keine Weltcup-Punkte. Bei den Weltmeisterschaften 2021 in Cortina d’Ampezzo lag er nach dem ersten Slalom-Durchgang auf Rang zehn, schied in der Entscheidung aber aus. Zwei Jahre später schaffte er als Siebter in Chamonix das erste Weltcup-Spitzenresultat seiner Karriere.

## Erfolge

### Weltmeisterschaften
- 15. Team-Kombination, 21. Slalom

### Weltcup
- 1 Platzierung unter den besten zehn

### Weltcupwertungen
| Saison  | Gesamt | Gesamt | Slalom | Slalom |
| Saison  | Platz  | Punkte | Platz  | Punkte |
| ------- | ------ | ------ | ------ | ------ |
| 2022/23 | 110.   | 36     | 36.    | 36     |
| 2023/24 | 109.   | 25     | 39.    | 25     |

### Nor-Am Cup
- Saison 2016/17: 6. Slalomwertung
- Saison 2019/20: 2. Slalomwertung
- 4 Podestplätze, davon 3 Siege:

| Datum            | Ort                             | Land   | Disziplin      |
| ---------------- | ------------------------------- | ------ | -------------- |
| 4. Januar 2017   | Stowe Mountain Resort           | USA    | Slalom         |
| 4. Februar 2020  | Mont Édouard                    | Kanada | Slalom         |
| 14. Februar 2020 | National Winter Activity Center | USA    | Parallelslalom |

### Europacup
- Saison 2020/21: 5. Slalomwertung
- 5 Podestplätze, davon 1 Sieg:

| Datum            | Ort  | Land    | Disziplin |
| ---------------- | ---- | ------- | --------- |
| 10. Februar 2023 | Jaun | Schweiz | Slalom    |

### Juniorenweltmeisterschaften
- Åre 2017: 22. Slalom
- Davos 2018: 10. Slalom
- Fassatal 2019: 10. Slalom, 17. Riesenslalom

### Weitere Erfolge
- US-amerikanischer Vizemeister im Slalom 2020
- NCAA-Meister im Slalom 2019
- 2 Siege in FIS-Rennen